# Phlomideae
Phlomideae, tribus biljaka iz porodice usnača. Sastoji se od dva roda čija je postojbina Euroazija. Najvažniji rod je gostanka (Phlomis), od kojega nekoliklo vrsta raste i u Hrvatskoj, a među njima grmolika (P. fruticosa) i gomoljasta gostanka (P. tuberosa)
Tribus je opisan 2010.

## Rodovi
1. Phlomis L.
2. Phlomoides Moench